# Simão
Simão Pedro Fonseca Sabrosa [siˈmɐ̃u] (* 31. Oktober 1979 in Constantim) ist ein ehemaliger portugiesischer Fußballspieler.

## Karriere

### Im Verein

#### Sporting Lissabon
Simão stammt aus der Talentschmiede von Sporting Clube de Portugal, die schon viele Topspieler hervorbrachten wie zum Beispiel Luís Figo, Cristiano Ronaldo, Nani, Ricardo Quaresma uvm. Er begann 1997 seine Profi-Karriere bei Sporting Lissabon. Bei seinem ersten Einsatz bei den Profis mit 17 Jahren erzielte Simão Sabrosa einer Minute nach seiner Einwechslung sein erstes Tor.

#### FC Barcelona
Zur Saison 1999/2000 wechselte er zu den Katalanen für eine Ablösesumme in Höhe von 15 Millionen Euro. In seiner ersten Saison bei Barça erreichte Simão mit der Mannschaft die spanische Vizemeisterschaft und das Halbfinale der UEFA Champions League. Beim FC Barcelona konnte Simão in zwei Spielzeiten nicht wirklich überzeugen, er brachte es nur zu drei Toren in 46 Ligaspielen.

#### Benfica Lissabon
Danach kehrte Simão zur Spielzeit 2001/02 zurück nach Lissabon zu SL Benfica für 12 Millionen Euro Ablöse. In der Saison 2004/05 gewann er mit seinem Klub die erste Meisterschaft seit elf Jahren, Simão stand dabei in allen Begegnungen auf dem Platz und erzielte dabei insgesamt 15 Treffer. In sechs Jahren bei Benfica Lissabon brachte er es auf insgesamt 172 Ligaspiele und 76 Tore.

#### Atlético Madrid
Im Juli 2007 wechselte Simão für 20 Millionen Euro zu Atlético Madrid. Dort erhielt er einen Vertrag bis 2012. Simão debütierte für Atlético im Derby gegen Real Madrid (25. August 2007), seinen ersten Treffer erzielte er am 4. Spieltag (23. September 2007) gegen Racing Santander.
2010 war sein erfolgreichstes Jahr seiner Fußballkarriere. Simão gewann mit den Rot-Weißen die UEFA Europa League und den UEFA Super Cup, außerdem erreichten sie noch das Finale der Copa del Rey. Dazu wurde er zum besten portugiesischen Spieler im Ausland geehrt.

#### Beşiktaş Istanbul
Zur Winterpause der Saison 2010/11 wechselte er für 900.000 Euro an den Bosporus zum türkischen Erstligisten Beşiktaş JK, wo er auch auf seine Landsmänner Manuel Fernandes, Ricardo Quaresma und Hugo Almeida traf. Simão unterschrieb einen Zweieinhalb-Jahres-Vertrag und wird in der Zeit rund 7,2 Millionen Euro an Gehalt kassieren. Am 11. Mai 2011 im türkischen Pokalfinale schoss er den entscheidenden Elfmeter seiner Mannschaft im Elfmeterschießen und verhalf ihr zum Pokalsieg.

#### Espanyol Barcelona
Im August 2012 wechselte Simão zur Saison 2012/13 erneut nach Barcelona, aber diesmal zu Espanyol Barcelona. Er verließ den Verein nach der Saison 2013/14.

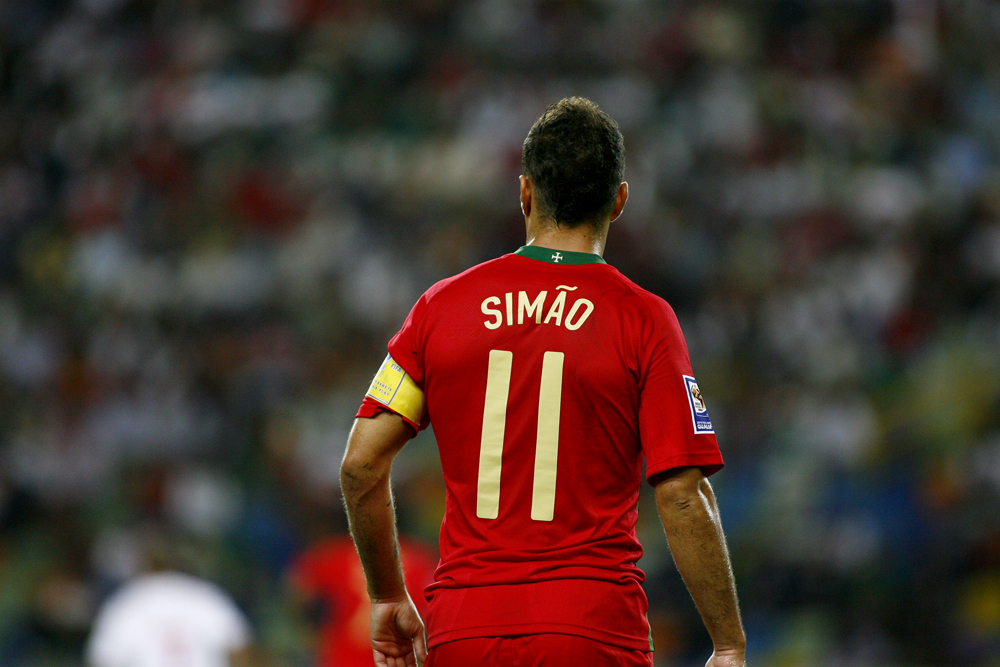
Simão Sabrosa (2008) als Kapitän im Trikot der Seleção

#### NorthEast United FC
Nachdem er ein Jahr pausierte, schloss er sich am 1. Juli 2015 dem indischen Erstligisten NorthEast United FC an. Hier erzielte Simão in 10 Ligaspielen drei Tore. Nach dem Ende der Saison beendete er seine aktive Karriere.

### In der Nationalmannschaft
Mit der Nationalmannschaft, in der Simão am 18. November 1998 debütierte, wurde er bei der Europameisterschaft 2004 im eigenen Land Vize-Europameister und nahm an der Weltmeisterschaft 2006 teil, wo er mit Portugal Vierter wurde. Bei der EM 2008 erreichte man das Viertelfinale, wo man Deutschland mit 2:3 unterlag. Bei der WM 2010 erreichte man das Achtelfinale, wo man allerdings gegen Spanien ausschied. Im selben Spiel ging Simão, nach 72 Minuten, vom Platz und wurde von Liédson ersetzt. Die Achtelfinalniederlage war gleichzeitig auch sein letztes Länderspiel. Zwei Monate nach dem WM-Aus beendete er aus persönlichen Gründen überraschend seine Karriere in der portugiesischen Nationalmannschaft.

### Spielweise
Der 1,70 m große dribbelstarke ehemalige Kapitän von Benfica Lissabon spielt am liebsten als Spielmacher hinter zwei Spitzen, wird aber in der portugiesischen Nationalmannschaft zumeist als linker oder rechter Außenstürmer eingesetzt. Zu seinen Stärken zählen Freistöße, Dribblings sowie seine Ballbehandlung und Technik.

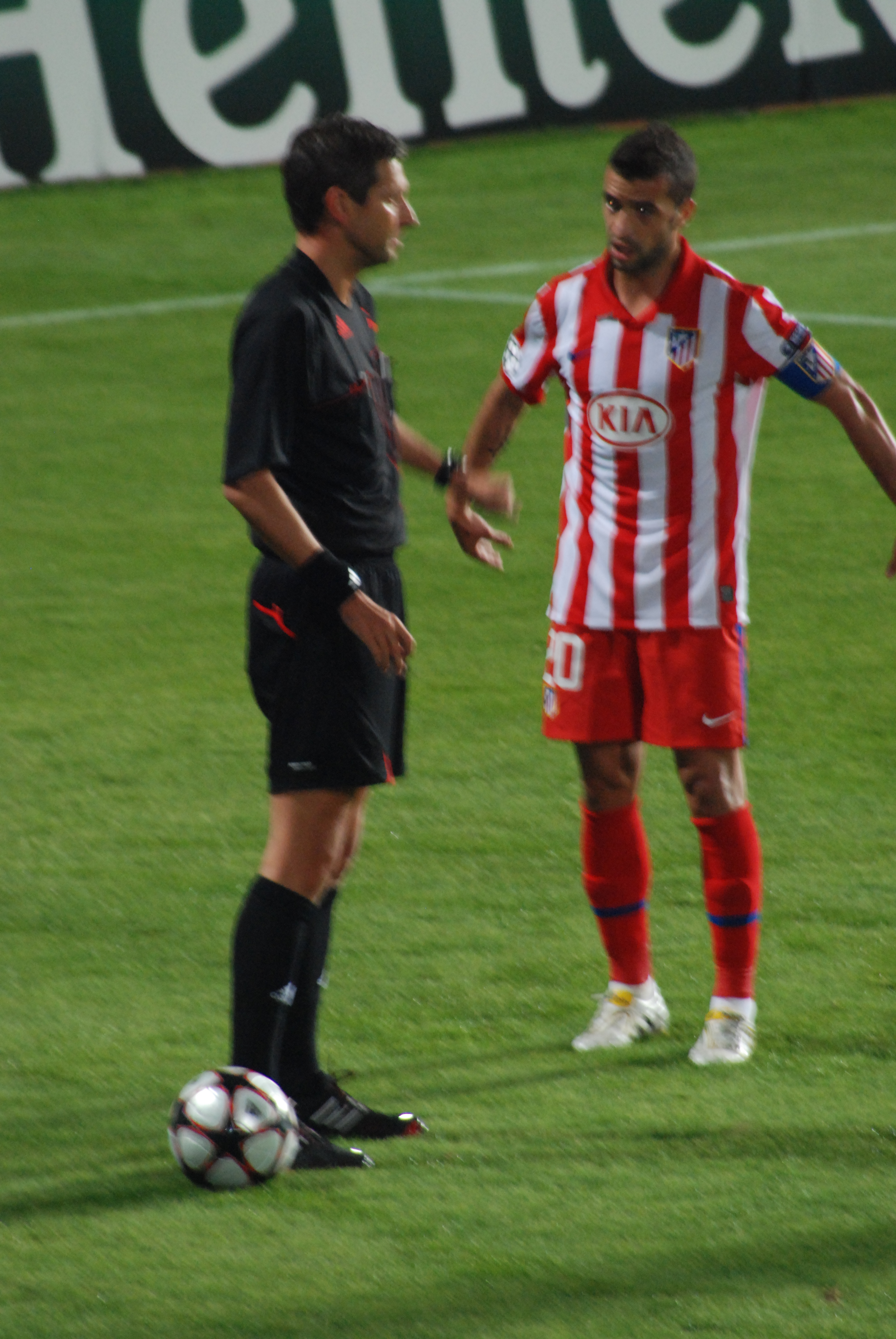
Simão Sabrosa (2009) in der Diskussion mit dem Schiedsrichter

## Erfolge und Auszeichnungen

### Nationalmannschaft
U-16-Nationalmannschaft
- U16-Europameisterschaft: Meister 1996 in Österreich

A-Nationalmannschaft
- Europameisterschaft: Vize 2004 in Portugal (3 Einsätze)
- Weltmeisterschaft: Halbfinalist 2006 in Deutschland (7 Einsätze / 1 Tor)

### Verein
Benfica Lissabon (2001–2007)
- Torschützenkönig der Primeira Liga: 2002/03
- Portugiesischer Pokalsieger: 2004
- Portugiesischer Meister: 2005
- Portugiesischer Supercup-Sieger: 2005
- Portugals Fußballer des Jahres: 2007[11]

Atlético Madrid (2007–2010)
- UEFA-Europa-League-Sieger: 2010
- UEFA-Super-Cup-Sieger: 2010
- Bester portugiesischer Spieler im Ausland: 2010

Beşiktaş Istanbul (2011–2012)
- Türkischer Pokalsieger: 2011